# خويفيرة كالديرونية
خويفيرة كالديرونية (الاسم العلمي:Koeleria calderonii) هي نوع من النباتات تتبع جنس الخويفيرة من الفصيلة النجيلية.